# Jacques Droëtti
Jacques Droëtti (fl. XIX secolo) è stato un pistard italiano.
Partecipò ai giochi della II Olimpiade di Parigi nel 1900 nella gara di velocità, dove fu eliminato in batteria.
In carriera, Droëtti partecipò ai campionati francesi di sprint e al Gand Prix de Paris, senza ottenere risultati significativi.